# Familia Smith
La familia Smith es el nombre de una familia estadounidense con muchos miembros destacados en religión y política. Muchos individuos en esta familia particular fueron también notablas líderes religiosos; este artículo se centra sólo en aquellos con actividad política y civil. El miembro más famoso esta familia política es Joseph Smith (hijo).

## Miembros

### Joseph Smith, Jr.
1805 - 1844

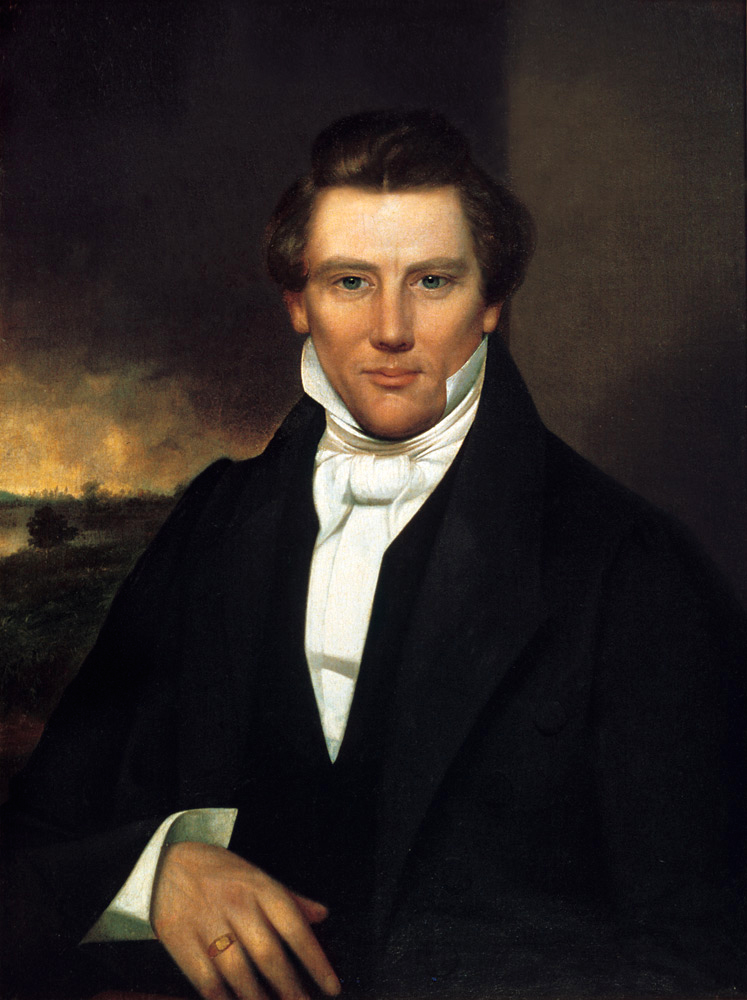
Joseph Smith, Jr.

- Alcalde de Nauvoo, Illinois 1842-44. Candidato a la Presidencia de los Estados Unidos 1844.
- Hermano de William B. Smith
- Padre de Joseph Smith III
- Tío de Joseph F. Smith
- 1st Cousin of George Albert Smith.
- 1st Cousin of Silas Sanford Smith
- 1st Cousin of Jesse Nathaniel Smith
- 1st Cousin once removed of John Henry Smith
- 6th Cousin of Brigham Young //Reference: Saviors on Mount Zion: Chapter 21: A RACE OF RELIGIOUS LEADERS Archibald F. Bennett
- Married: Emma Hale in 1827.

### William B. Smith

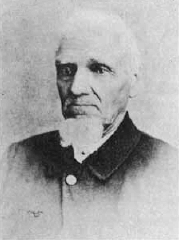
William B. Smith

- Duración: 13 de marzo de 1811-13 de noviembre de 1894
- Legislatura del Estado de Illinois 1842
- Hermano de Joseph Smith, Jr.
- Tío de Joseph Smith III
- Tío de Joseph f. Smith,
- 1 primo de George Albert Smith
- 1 primo de Silas Sanford Smith
- 1 primo de Jesse Nathaniel Smith
- 1 primo de la Honorable juez Elias Smith padre
- 1 primo de John Henry Smith
- Casado: Caroline Amanda Grant, hermana de matanza Morgan Grant y Roxie Ann Grant
- Casado: Roxie Ann Grant después de la muerte de su hermana Caroline

### Joseph Smith III

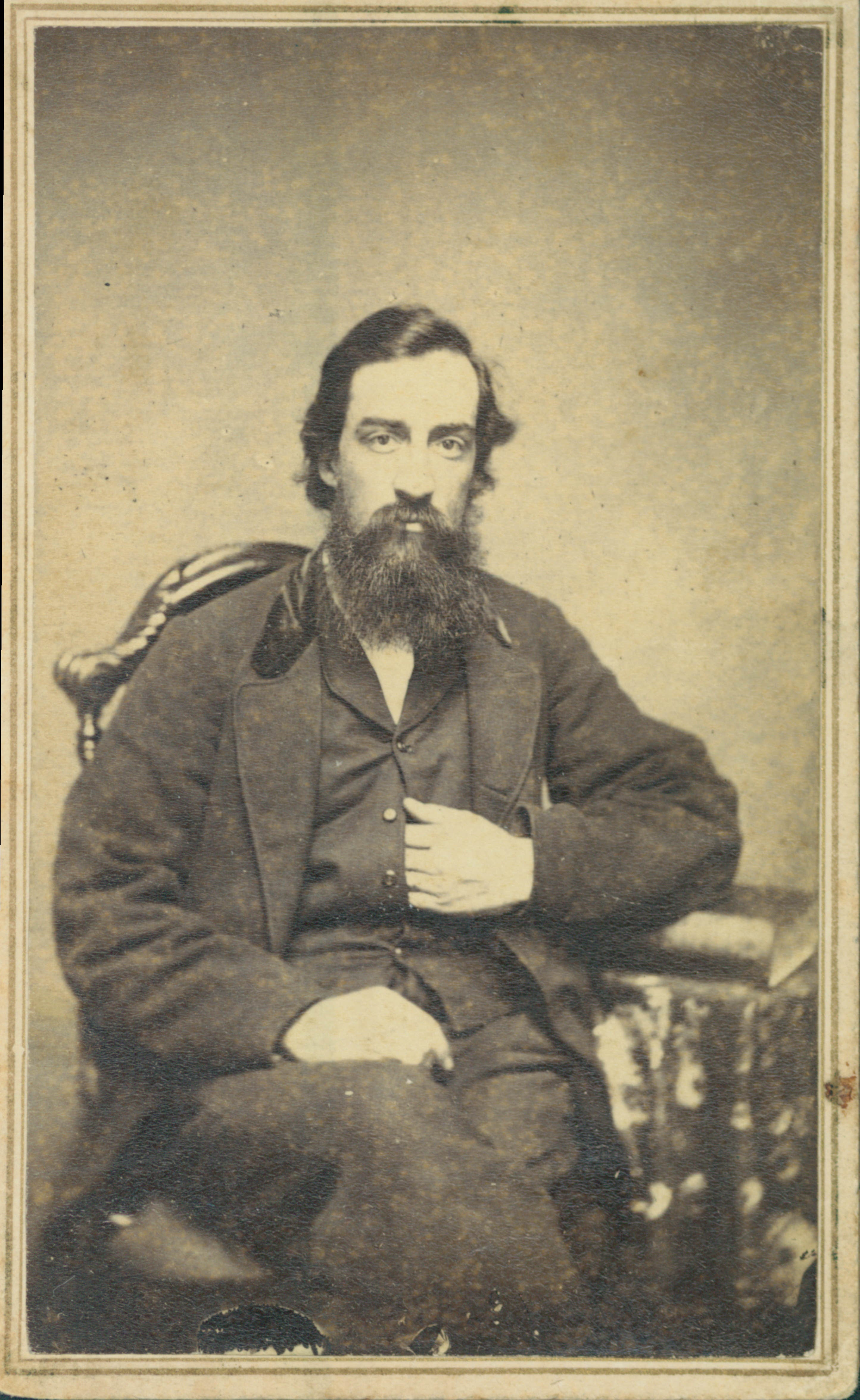
Joseph Smith III

- Duración: 6 de noviembre de 1832 – 10 de diciembre de 1914
- Profeta-Presidente de la Iglesia reorganizada de Jesucristo de los Santos de los últimos días (ahora Comunidad de Cristo) hace 54 años
- Fundador de Lamoni, Iowa
- Fundador de Universidad Graceland
- Tres hijos le sucedió como Presidente de profeta de la Iglesia Reorganized de Jesús Cristo de Sud-Frederick Madison Smith, Israel a. Smith y w Wallace Smith.
- Hijo de Joseph Smith, Jr.
- Sobrino de Hyrum Smith
- 1 primo de Joseph f. Smith
- 1 primo de Utah juez Elias Smith Sr
- Casado: Emmeline Griswold en 1854 y tuvieron cinco hijos
- Casado: Bertha Madison en 1869, tras la muerte de Emmeline Griswold, y tuvo nueve hijos
- Casado: Ada Clark en 1898, tras la muerte de Bertha Madison, y tuvo tres hijos

### Joseph f. Smith

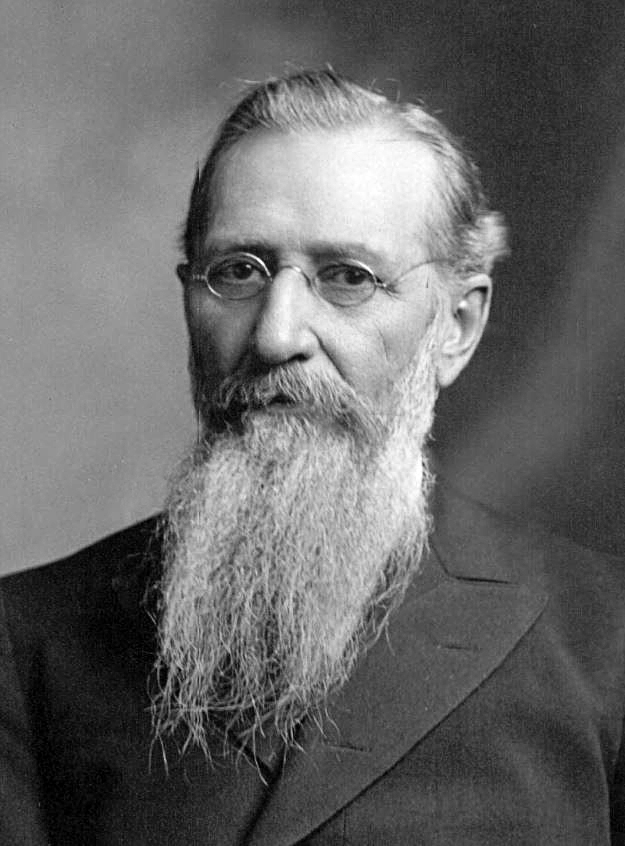
Joseph F. Smith

- Duración: 13 de noviembre de 1838-19 de noviembre de 1918
- Utah legislatura Territorial 1865–70, 1872, 1874, 1880, 1882
- Sobrino de Joseph Smith, Jr.
- Hijo de Hyrum Smith & Mary Fielding (que volvió a casarse a Heber C. Kimball tras muerte de Hyrum)
- 1 primo de Joseph Smith III
- 1 primo de George Albert Smith
- 1 primo de Silas Sanford Smith
- 1 primo de la Honorable juez Elias Smith padre
- 1 primo de Jesse Nathaniel Smith
- 2.º primo de John Henry Smith

### Israel a. Smith

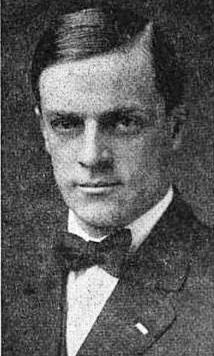
Israel A. Smith

- Vivió: 2 de febrero de 1876 – 14 de junio de 1958
- Legislatura del Estado de Iowa 1911-1913
- Elegido como delegado a la Convención Constitucional de Misuri, 1943 – 1944
- Profeta-Presidente de la Iglesia reorganizada de Jesucristo de los Sud, cineasta
- Hijo de Joseph Smith III
- Nieto de Joseph Smith, Jr.
- Sobrino de Hyrum Smith.
- Casado: Nina Grenawalt en 1908, y tuvieron dos hijos

### George Albert Smith

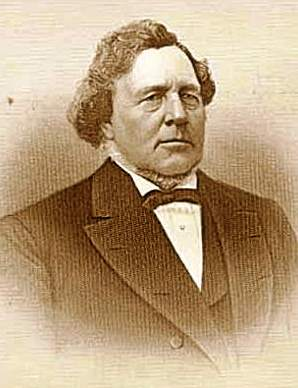
George Albert Smith

- Duración: 26 de junio de 1817 – 1 de septiembre de 1875
- Legislatura Territorial de Utah 1851, 1867; 1855 Territorial de Corte Suprema de Utah, territorio de Utah delegar en 1856 del Congreso de los Estados Unidos
- Padre de John Henry Smith
- 1 primo de Joseph Smith, Jr.
- 1 primo de William B. Smith
- 1 primo de Silas Sanford Smith
- 1 primo de Jesse Nathaniel Smith
- 1 primo de la Honorable juez Elias Smith padre
- 1 primo de Joseph Smith III
- 1 primo de Joseph f. Smith
- 1 primo de Utah juez Elias Smith Sr

### John Henry Smith

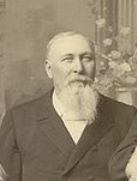
John Henry Smith

- Duración: 18 de septiembre de 1848-13 de octubre de 1911
- Utah legislatura Territorial 1882
- Hijo de George Albert Smith
- 1 primo de Joseph Smith Jr.
- 1 primo de William B. Smith
- 1 primo de Silas Sanford Smith
- 1 primo de Utah juez Elias Smith padre
- 1 primo de Jesse Nathaniel Smith
- 2.º primo de Joseph Smith III
- 2.º primo de Joseph f. Smith

### Smith Sanford Silas

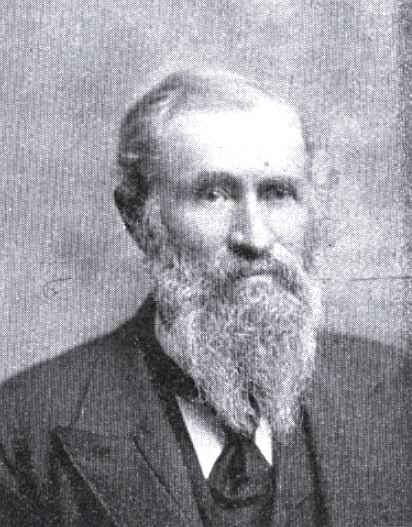
Silas Sanford Smith

- Duración: 26 de octubre de 1830 – 11 de octubre de 1910
- Legislatura Territorial Utah 1859, 69, 78
- Hermano de Jesse Nathaniel Smith
- 1 primo de Joseph Smith, Jr.
- 1 primo de William B. Smith
- 1 primo de George Albert Smith
- 1 primo de la Honorable juez Elias Smith padre
- 1 primo, una vez quitado de Joseph f. Smith
- 1 primo, una vez quitado de Joseph Smith III
- 1 primo de John Henry Smith
- 4 tío de Jeff Groscost

### Jesse N. Smith
- Vivió: 2 de diciembre de 1834 – 5 de junio de 1906
- Alcalde de Parowan, Utah 1859; Legislatura de Arizona Territorial XIX período de sesiones
- Hermano de Silas S. Smith
- 1 primo de Joseph Smith, Jr.
- 1 primo de William B. Smith
- 1 primo de George Albert Smith
- 1 primo de la Honorable juez Elias Smith padre
- 1 primo, una vez quitado de Joseph f. Smith
- 1 primo de John Henry Smith
- 3 º bisabuelo de Jeff Groscost
- Su hija Margareth Fife Smith se casó con Jensen de Nefi
- Su hija, Adelaida Smith se casó con Joseph Fish
- Su hija, Leah, se casó con John Hunt Udall, alcalde de Phoenix, AZ
- Su hijo Asahel Henry Smith se casó con Pauline Udall, hija de David King Udall
- Padre de Priscilla Smith se casó con Augusta Gibbons y a su muerte a su primo segundo Jesse Moroni Smith

### Jeff Groscost
- Murió: 3 de noviembre de 2006
- Legislatura del Estado de Arizona 1992–2000 (altavoz en 1998)
- tercer bisnieto del Jesse Nathaniel Smith
- 4 sobrino (puede indicarse también como tercero gran sobrino) de Silas Samford Smith

- Datos: Q7545381
- Multimedia: Smith family / Q7545381